# Grundtjärnen (Åre socken, Jämtland)
Grundtjärnen är en sjö i Åre kommun i Jämtland och ingår i Indalsälvens huvudavrinningsområde.